# Evropski dihur
Evropski dihur (znanstveno ime Mustela putorius) zraste v dolžino približno 40 cm, njegov rep pa meri do 17 cm. Razširjen je skoraj po vsej Evropi. Je nočna žival.
Domači dihur je udomačena podvrsta.